# 황혼에 피는 꽃
《황혼에 피는 꽃》은 한국방송공사 1TV 특집드라마이다.

## 기획의도
양로원에서 지내는 노인들의 외로움, 인간애를 그린 드라마

## 제작진
- 극본 : 서영명
- 연출 : 이기하

## 출연진
- 강부자
- 김성겸
- 김청
- 박영목
- 사미자
- 여운계
- 오성열
- 이한위
- 임혁주
- 장미자
- 전원주